# Demografia historyczna
Demografia historyczna – dziedzina wiedzy historycznej, w tradycyjnej koncepcji historii pojmowana czasami jako jej nauka pomocnicza, bywa też traktowana jako dział demografii. Zajmuje się badaniem dziejów populacji ludzkich.

## Charakterystyka demografii historycznej
Od klasycznej demografii odróżniają demografię historyczną przede wszystkim stosowane metody zależne od źródeł informacji. Zasadniczymi źródłami dla epoki prestatystycznej są: księgi parafialne, kościelne spisy wiernych, spisy podatkowe, rachunki dóbr wielkiej własności itp. Dla epoki prostatystycznej, obok ksiąg parafialnych, znaczenia nabierają pierwsze spisy ludności oraz akta cywilnej rejestracji ludności. W epoce statystycznej podstawowymi źródłami stają się obok akt rejestracji ruchu naturalnego i stanu cywilnego ludności (zarówno kościelnych jak i państwowych) akta i publikowane wyniki spisów powszechnych oraz wszelkie dokumenty wytworzone przez powołane wówczas do życia instytucje statystyczne.
W zakresie specyficznych metod demografia historyczna dysponuje dobrze rozbudowanymi metodami szacunku liczby ludności dokonywanymi w oparciu o źródła podatkowe, nienominatywną i nominatywną metodą badań rejestracji metrykalnej. Podstawową metodą nominatywną jest metoda rekonstrukcji rodzin. W polskiej demografii historycznej stosuje się ja w dwóch odmianach; jako metodę Henriego lub w ciekawej i oryginalnej wersji opracowanej przez Edmunda Piaseckiego. W odniesieniu do danych spisowych stosuje się najczęściej metody agregatywne analizy danych.

## Początki demografii historycznej
Jakkolwiek demografia historyczna narodziła się faktycznie wcześniej, np. w polskiej nauce historycznej jej wielkim zwolennikiem już u progu XX wieku był Franciszek Bujak, to za jej twórcę w nowoczesnym kształcie uznaje się francuskiego demografa Louis Henry. M.in. autor pierwszego podręcznika do stosowania metody rekonstrukcji rodzin, napisanego wspólnie z archiwistą Michelem Fleurym oraz inicjatora programu badań mających na celu poznanie dziejów populacji Francji od XVII wieku. Opracowana przez niego metoda 'rekonstrukcji rodzin' dokonywanej w oparciu o księgi parafialne stała się podstawową techniką stosowaną w tzw. szkole francuskiej', do której przedstawicieli zaliczają się m.in.: Pierre Goubert, Michel Fleury, Philippe Ariès, Hervé Le Bras. Konkurencyjna w stosunku do niej szkoła angielska, reprezentowana przez Petera Lasletta i Johna Hajnala, więcej uwagi poświęcała wykorzystaniu spisów ludności oraz zbiorczej analizie ksiąg metrykalnych.

### Badania zaludnienia
Z demografią historyczną wiązać też można, poprzedzające ją chronologicznie, badania nad liczbą ludności i gęstością zaludnienia poszczególnych państw i regionów. Prowadzone przez polskich historyków już w II poł. XIX wieku w oparciu o spisy podatkowe (A. J. Parczewski, Adolf Pawiński, Henryk Łowmiański), prowadziły do prób określenia wielkości populacji Rzeczypospolitej w XVI i XVII wieku. Ich wyniki zostały w znacznym stopniu podważone przez kolejne pokolenia badaczy, zwracających uwagę na dużą niedokładność zastosowanych źródeł skarbowych oraz wątpliwości dotyczące poprawności wykorzystywanych przeliczników. Z tych też przyczyn ustalenia badaczy zaludnienia są traktowane obecnie jedynie jako wartości orientacyjne.

## Demografia historyczna dziś
Demografia historyczna jest uprawiana obecnie w wielu krajach świata. Najsilniejszymi ośrodkami pozostaje Francja, w szczególności zaś związane z dawną szkołą Annales, Laboratoire de la Demographie Historique w Ecole des Haute Etudes en Science Sociales w Paryżu oraz działająca w Wielkiej Brytanii tzw. grupa z Cambridge. Silne ośrodki badań demograficzno-historycznych znajdują się również w Kanadzie, Szwecji, Niemczech, Holandii, Hiszpanii i Belgii. Jednym z najważniejszych czasopism jest "Annales de Démographie Historique" wydawane od 1964 r. W Polsce badania z tego zakresu prowadzone są przede wszystkim w Uniwersytetach: Białostockim, Wrocławskim, Jagiellońskim, Szczecińskim, Rzeszowskim, Zielonogórskim oraz Katolickim Uniwersytecie Lubelskim. Wydawane jest czasopismo poświęcone tej problematyce o nazwie Przeszłość Demograficzna Polski. Jego redaktorem naukowym jest obecnie Dariusz K. Chojecki. Działa Zespół Demografii Historycznej Komitetu Nauk Demograficznych PAN, któremu przewodniczy Cezary Kuklo, zaś jego sekretarzem jest Piotr Rachwał.

## Techniki badawcze

### Analiza spisów
Technika badawcza polegająca na wykorzystaniu spisów ludności sporządzanych w celach skarbowo-administracyjnych lub ksiąg status animarum do zbiorczej analizy statystycznej badanej populacji. W zależności od ilości i dokładności informacji zawartych w źródle pozwala ona na określenie m.in. następujących cech opisywanej społeczności: jej wielkości, struktury wiekowej i społecznej, proporcji pomiędzy płciami i poszczególnymi grupami wiekowymi, występujących w niej typów gospodarstw domowych.

### Metoda agregatywna
Technika badawcza polegająca na wykorzystaniu ksiąg parafialnych (chrztów, ślubów oraz zgonów) w celu uzyskania zbiorczych informacji na temat zjawisk demograficznych zachodzących na terenie badanej parafii. Pozwala ona nie tylko na określenie ilości poczęć, chrztów, ślubów i zgonów z rozbiciem na poszczególne lata i miesiące oraz wyznaczenie ich trendów, ale także na określenie relacji zachodzących między ilością ślubów i chrztów lub chrztów i zgonów, proporcji między płciami osób przystępujących do chrztu, występowania dzieci nieślubnych i podrzutków, preferencji odnośnie do otrzymywania sakramentu w określone dni tygodnia.

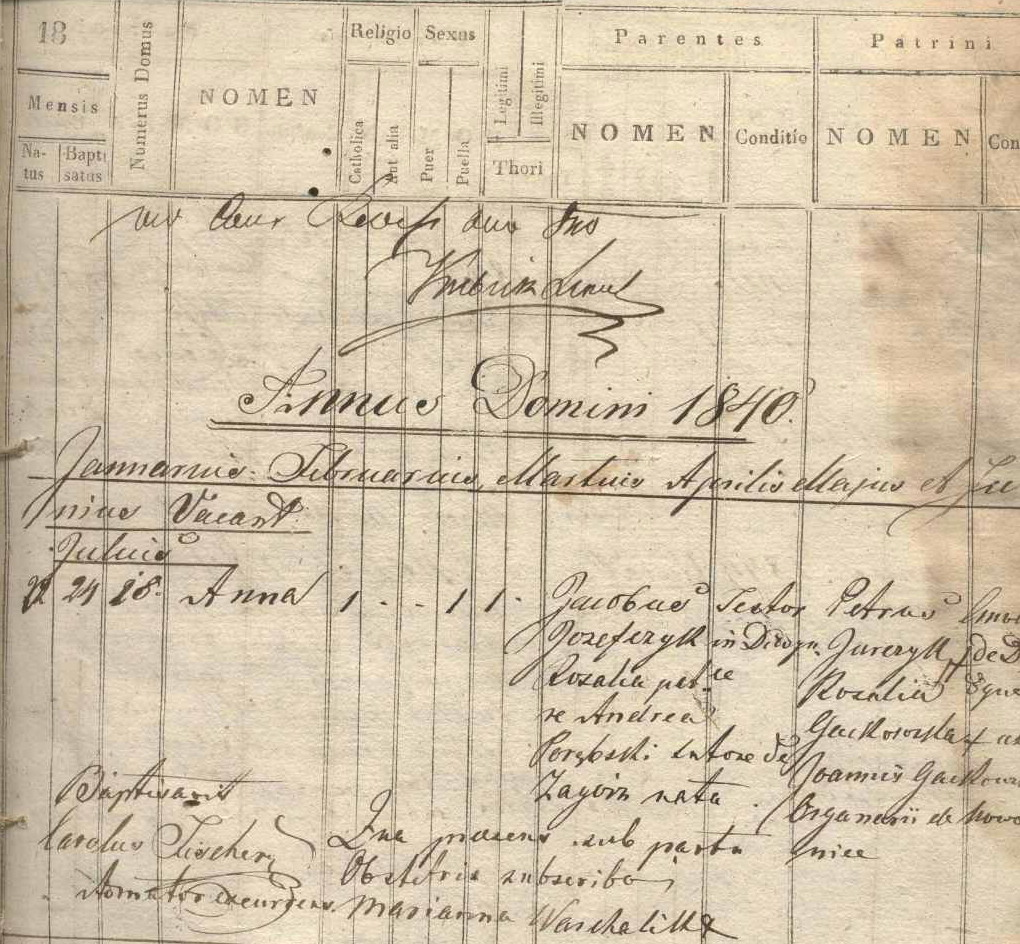
Liber Natorum, przykład księgi urodzeń z XIX wieku

### Rekonstrukcja rodzin
Technika badawcza polegająca na wykorzystaniu ksiąg parafialnych (chrztów, ślubów oraz zgonów) w celu uzyskania informacji na temat funkcjonowania poszczególnych rodzin (będących podstawową jednostką analizy) oraz całych społeczności. Stosowanie jej podzielić można na następujące fazy:
- wyróżnienie (w oparciu o księgi ślubów) związków małżeńskich;
- określenie (w oparciu o księgi chrztów i zgonów) cech demograficznych współmałżonków;
- odnalezienie (w księgach chrztów) dzieci urodzonych w danym małżeństwie;
- określenie (za pomocą ksiąg zgonów) długości życia dzieci;
- przeprowadzenie zbiorczej analizy statystycznej populacji zrekonstruowanych rodzin.

Zastosowanie rekonstrukcji rodzin pozwala przede wszystkim na uzyskanie danych dotyczących wieku zawierania małżeństw, długości ich trwania, dzietności, śmiertelności dzieci, odstępów między porodami. Ograniczenia tej techniki wynikają z dostępności źródeł (potrzebne są kompletne księgi parafialne z co najmniej kilkudziesięciu lat) oraz cech badanej społeczności (o ile może być ona bez trudu stosowana do opisu parafii odznaczających się niewielką ruchliwością przestrzenną swych mieszkańców, to zawodzi w przypadku analizy ludności odznaczającej się dużą mobilnością).
Za przykład zastosowania techniki rekonstrukcji rodzin w Polsce służyć może praca Cezarego Kukli Rodzina w osiemnastowiecznej Warszawie, w której określone zostały następujące cechy społeczności mieszkańców parafii Św. Krzyża:
|                                                                           | Lata 1740-1769 | Lata 1770-1779 |
| ------------------------------------------------------------------------- | -------------- | -------------- |
| Średni wiek zawierania pierwszych małżeństw (kobiety)                     | 22,6 lat       | 21,8 lat       |
| Średni wiek zawierania pierwszych małżeństw (mężczyźni)                   | 28,8 lat       | 29 lat         |
| Średni wiek zawierania małżeństw przez wdowy                              | 35,5 lat       | 34,1 lat       |
| Średni wiek zawierania małżeństw przez wdowców                            | 39,2 lat       | 41,2 lat       |
| Średni odstęp pomiędzy zawarciem ślubu a urodzeniem pierwszego dziecka    | 13,9 miesięcy  | 14,4 miesięcy  |
| Dzieci urodzone w 8 miesięcy po ślubie lub wcześniej                      | 15,4%          | 12,1%          |
| Średni odstęp pomiędzy urodzeniami kolejnych dzieci                       | 25,8 miesięcy  | 26,1 miesięcy  |
| Średni czas trwania małżeństwa (czyli do zgonu jednego ze współmałżonków) | 15 lat         | 10 lat         |
| Zawarcie kolejnego związku małżeńskiego wśród wdów                        | 37%            | 33%            |
| Zawarcie kolejnego związku małżeńskiego wśród wdowców                     | 46%            | 48%            |
| Dzieci nieślubne wśród wszystkich chrztów                                 | 9,6%           | 8,4%           |